# بيت الشيبة (مناخة)

تعديل مصدري - تعديل

بيت الشيبة هي إحدى قرى عزلة بني خطاب بمديرية مناخة التابعة لمحافظة صنعاء، بلغ تعداد سكانها 96 نسمة حسب تعداد اليمن لعام 2004.